# Ha-Szomer Ha-Cair

Grupa członków Ha-Szomer Ha-Cair w 1941

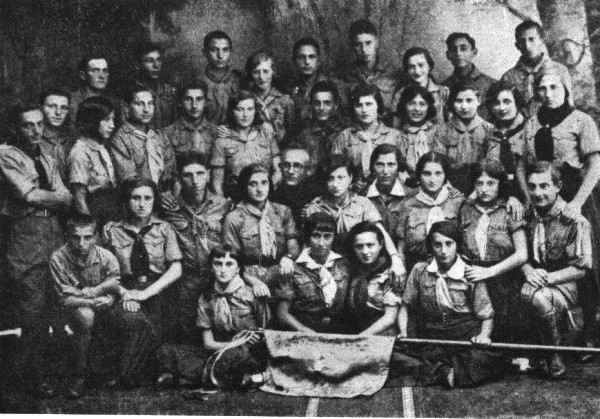
Członkowie Ha-Szomer Ha-Cair w Rypinie, lata 30. XX w.

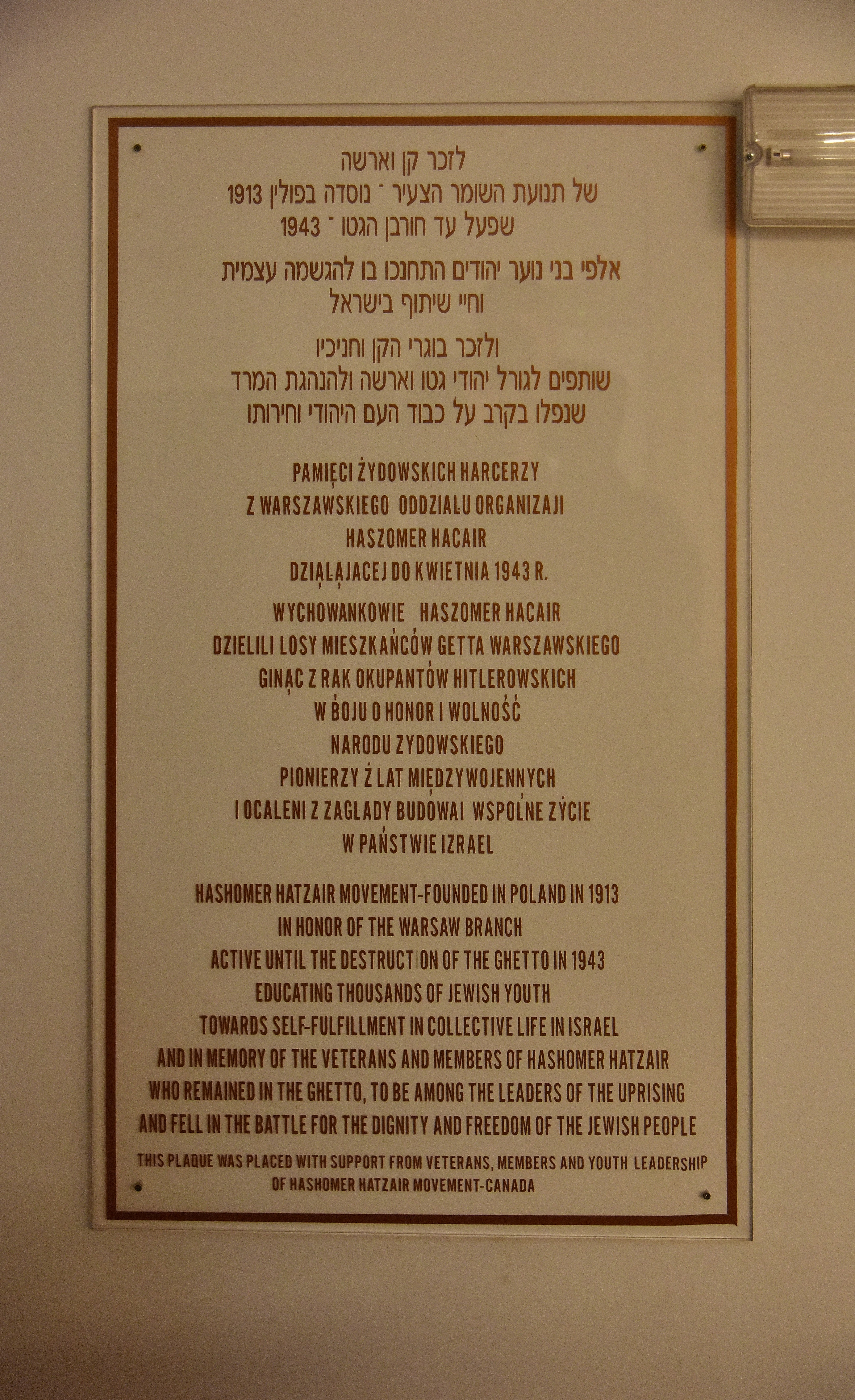
Tablica w Żydowskim Instytucie Historycznym upamiętniająca harcerzy z warszawskiego oddziału Ha-Szomer Ha-Cair

Ha-Szomer Ha-Cair (hebr. השומר הצעיר, „Młody Strażnik”) – międzynarodowa żydowska organizacja młodzieżowa, część składowa Światowej Organizacji Syjonistycznej.

## Opis
Międzynarodowa żydowska organizacja młodzieżowa, powstała w 1916 w Wiedniu z połączenia ruchu Ceirej Syjon (mającego charakter kółek samokształcenia z lekcjami hebrajskiego) oraz organizacji Ha-Szomer „Strażnik” o charakterze skautowym, opartej głównie o brytyjski model skautingu. W szesnastoosobowej grupie założycielskiej znalazł się m.in. Janusz Korczak (Henryk Goldszmit). Na ziemiach polskich organizacja rozpoczęła działalność w 1916 w Galicji. Ogniska organizacji funkcjonowały w wielu państwach europejskich. W 1924 w Gdańsku powstała Światowa Federacja Ha-Szomer Ha-Cair. Organizacja zajmowała się wychowaniem młodzieży oraz przygotowaniem jej do osadnictwa kibucowego. W sprawach palestyńskich Haszomer Hacair popierał dwunarodowe państwo żydowsko-arabskie, mające obejmować całą Palestynę rozumianą jako ziemia na zachód od rzeki Jordan. 
Aktywiści Ha-Szomer Ha-Cair chcieli zerwać z typem słabego, pokornego Żyda. Ich zdaniem współbracia mieszkający w diasporze nie są tolerowani i uznawani za pełnoprawnych obywateli danych państw, lecz tylko za gości. W opinii członków Ha-Szomer Ha-Cair jedynym sensownym rozwiązaniem dla Żydów powinna być emigracja do Palestyny i przejście metamorfozy. Miała się ona dokonać podczas życia i pracy w kibucach. Uważali też, że stworzenie klasy rolniczej jest fundamentem syjonizmu.
W latach dwudziestych ewoluowała w kierunku marksizmu. W Polsce przez jej szeregi przeszło kilku późniejszych działaczy komunistycznych, m.in. Wacław Komar i Leopold Trepper. Również kilku znanych działaczy międzynarodowego ruchu trockistowskiego należało w młodości do Ha-Szomer Ha-Cair, np. Abraham Leon, Tony Cliff, Ernest Mandel. W czasie II wojny światowej wielu członków Ha-Szomer Ha-Cair zaangażowało się w ruch oporu, partyzantkę żydowską i akcje zbrojne. W getcie warszawskim organizacja weszła w skład ŻOB, której komendantem był Mordechaj Anielewicz. W 1942 przedstawiciele organizacji działający w getcie warszawskim weszli w skład Żydowskiego Komitetu Narodowego.
Po wojnie organizacja stała się partią polityczną. Razem z innymi syjonistami zajmowała się nielegalnymi przerzutami Żydów do Palestyny, a także działalnością społeczną (np. opieką nad sierotami żydowskimi). Ha-Szomer Ha-Cair rozwiązano w Polsce w 1949, ale istnieje on nadal w Izraelu i kilkunastu innych krajach jako świecka i lewicowa organizacja młodzieżowa. W Izraelu organizacja związana była z partią Mapam, a obecnie związana jest z ugrupowaniem Merec.
Biuletynem Ha-Szomer Ha-Cair w latach 1946–1949 w Polsce było pismo „Mosty”.

## Upamiętnienie
- Tablica upamiętniająca harcerzy z warszawskiego oddziału organizacji w holu Żydowskiego Instytutu Historycznego.